# Paraneetroplus hartwegi
Paraneetroplus hartwegi är en fiskart som först beskrevs av Taylor och Miller, 1980.  Paraneetroplus hartwegi ingår i släktet Paraneetroplus och familjen Cichlidae. IUCN kategoriserar arten globalt som sårbar. Inga underarter finns listade i Catalogue of Life.